# Oświata w Austrii
W Austrii edukacja jest obowiązkowa od 6 do 15 roku życia. W tym kraju szkolnictwo podzielone jest na 3 etapy nauki:
- 1 etap – jest to szkoła podstawowa i trwa 4 lata;
- 2 etap – jest to system szkół średnich podzielonych na dwa poziomy:
  - a) niższe szkoły średnie. Trwają one 4 lata i są przeznaczone dla „mniej zdolnych uczniów”. Ich zadaniem jest nauka konkretnego zawodu;
  - b) szkoły średnie akademickie. Trwają one 8 lat, ich edukacja jest zakończona egzaminem maturalnym, który składa się z 3-4 egzaminów pisemnych i ustnych. Matura w Austrii oznacza to samo, co przyjęcie na studia.
- 3 etap – szkoły wyższe, które dzielą się na:
  - a) uniwersytety tradycyjne,
  - b) uniwersytety artystyczne,
  - c) wyższe szkoły zawodowe.

Wakacje w Austrii trwają od 7 lipca do 7 września.
Dzieci rozpoczynające naukę w szkole podstawowej muszą ukończyć 6 rok życia do 1 września roku, w którym rozpoczynają I klasę. Dzieci urodzone pomiędzy 1 września i 31 grudnia mogą rozpocząć naukę wcześniej, jeżeli są dostatecznie dojrzałe umysłowo i fizycznie.
Przejście do szkoły średniej I stopnia wymaga ukończenia z pozytywnymi ocenami IV klasy szkoły podstawowej. Do Allgemeinbildende höhere Schule przyjmuje się na podstawie wyników w nauce lub wyników sprawdzianu wstępnego.
Kształcenie obowiązkowe jest bezpłatne we wszystkich szkołach, z wyjątkiem szkół prywatnych.